# Elektrostatisch vliegasfilter

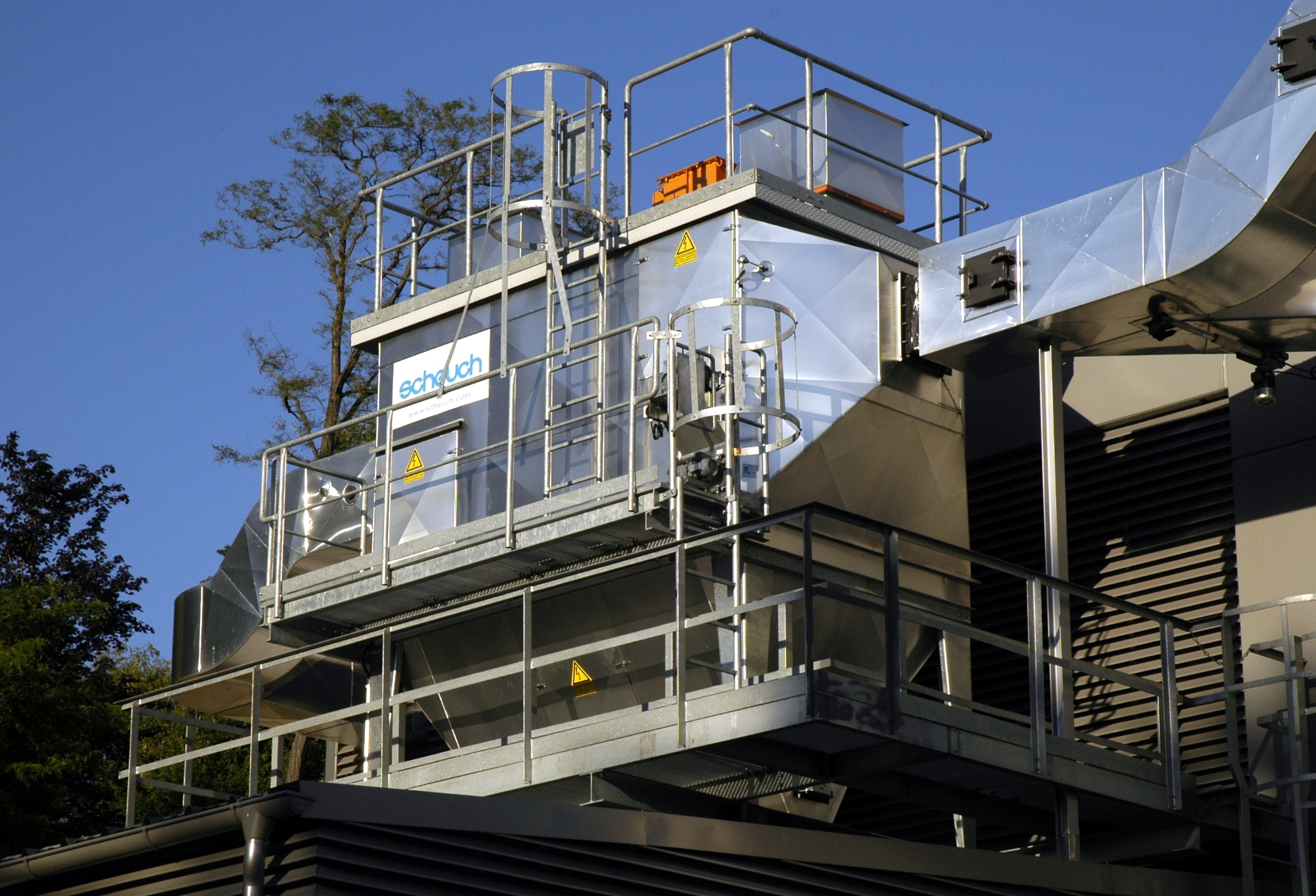
Een elektrostatisch filter

Een elektrostatisch vliegasfilter wordt gebruikt om fijne asdeeltjes uit rookgas te verwijderen.
Er wordt eerst een elektrische lading aan de asdeeltjes gegeven en vervolgens worden de geladen deeltjes langs grote elektrisch geladen platen geleid. Omdat de deeltjes door hun elektrische tegenpool worden aangetrokken plakken ze aan deze platen vast. Op deze manier worden de vliegasdeeltjes opgevangen en kunnen ze vervolgens als toevoeging voor het verdichten van beton worden gebruikt in de cementindustrie.
Een elektrostatisch filter heeft een hogere efficiëntie en hogere kost dan een cycloon, maar een lagere efficiëntie en een lager kost dan een doekenfilter.